# Stańczyk (Matejko)
Pour l’article homonyme, voir Stańczyk.
Stańczyk ou Stańczyk durant un bal à la cour de la reine Bona après la perte de Smoleńsk est un tableau peint par Jan Matejko en 1862. Il représente Stańczyk, l'un des plus célèbres bouffons de Pologne, durant le règne de Sigismond Ier de Pologne. Le tableau est l'une des œuvres les plus célèbres de Jan Matejko et l'un des plus connus de la peinture polonaise.
Le tableau est acquis par le musée national de Varsovie en 1924. Durant la Seconde Guerre mondiale, il est saisi par les Allemands, puis récupéré par l'Union soviétique. Restitué à la Pologne en 1956, il est aujourd'hui conservé au musée national de Varsovie. En 2014, il est présenté au musée des beaux-arts de Lyon dans le cadre de l'exposition L'invention du Passé. Histoires de cœur et d'épée 1802-1850.

## Description
Sur la table, on aperçoit une lettre datée de 1514 annonçant la perte de Smoleńsk (actuelle Russie), ville qui demeurait jusque-là dans l’union des Royaumes de Pologne et de la Lituanie.
Au premier plan est représenté Stańczyk, le fou du roi. Il est plongé dans de sombres pensées. Le titre laisse deviner le sujet de ses contemplations : la perte de Smoleńsk et ses conséquences sur l’avenir de la Pologne. La lumière éclaire parfaitement le personnage, on le voit assis, seul, à l’écart de la foule et de l’agitation du bal. Sur le visage du bouffon se lit l’inquiétude, comme s’il pouvait prévoir le sombre avenir de la Pologne. Ses mains, sa posture désapprouvent les décisions des monarques. Par la fenêtre apparaissent une tour du château royal de Wawel à Cracovie, ainsi qu'une étoile filante qui symbolise ses pensées.
Le visage du bouffon est celui du peintre Jan Matejko. D’autres exemples d’autoportraits ont été remarqués dans ses tableaux Hommage prussien et Suspension de la Cloche Sigismond.
L’habit rouge du bouffon contraste avec les décors sombres à dominante verte (couleurs complémentaires).
À l’arrière-plan, on aperçoit les invités de la cour royale. Pour un observateur attentif, la joie se lit sur leur visage. Stańczyk, le bouffon, semble immobilisé par la tristesse et la mélancolie, plongé dans une réflexion. La temporalité parallèle de la fête à l’arrière plan renforce l’effet statique du personnage au premier plan.

### Symbolique
Le contraste entre la tristesse de Stańczyk « le sage » et la joie de la cour « qui s’amuse » est à l’image de la Pologne du XVIe siècle, qui n’a pas su garder sa souveraineté. Stańczyk est le visionnaire du destin de la Pologne.

## Référence historique
Stańczyk (vers 1480-1560), bouffon de la cour du roi de Pologne Sigismond Ier est connu pour son esprit vif et ses propos prémonitoires. Il assiste ici à un bal donné par la reine en 1514 pour célébrer la victoire des armées polonaises sur les troupes de la principauté de Moscou à Orsza le 8 septembre 1514 (on entrevoit la fête à l'arrière plan). Or, au même moment, la perte de la ville de Smolensk le 6 août 1514 constitue une nouvelle inquiétante qui laisse présager un avenir sombre pour le pays. Seul le bouffon semble le pressentir.
Smoleńsk était une forteresse militaire qui protégeait les frontières est du Grand Royaume de Pologne des Jagellons. Le 31 juillet 1514 Smolensk a été pris par l’armée du grand-duché de Moscou. Dans l’histoire, ce moment débute la période des grandes conquêtes moscovites puis russes vers l’ouest, en commençant par les terres polonaises et lituaniennes. Ce processus s’achèvera par la chute de la République de Pologne.

### Fautes historiques
La perte de Smoleńsk date de 30 juillet 1514 (guerre lituano–moscovite 1512-1522), la reine de Pologne était alors Barbara Zápolya, première femme du roi Sigismond Ier de Pologne. Bona Sforza, épousée en secondes noces, n'a été couronnée que le 18 avril 1518 ; le vrai titre du tableau devrait donc être : Stańczyk, face à la perte de Smolensk, lors du bal donné à la cour par la reine Barbara Zápolya. La reine Bona ayant bien plus marqué les esprits des Polonais, l'artiste l'a choisie pour sa valeur symbolique bien plus forte malgré l’inexactitude historique.

## Postérité
Le tableau de Jan Matejko a connu une importante postérité dans l'art polonais et dans la culture nationale. Le personnage de Stańczyk est représenté à nouveau en 1898 par Leon Wyczółkowski et surtout constitue l'un des protagonistes de la pièce de théâtre de Stanisław Wyspiański, Les Noces (Wesele), publiée en 1901. Il a également inspiré la chanson de Jacek Kaczmarski intitulé Stańczyk. Le bouffon représente le seul personnage qui porte un regard grave sur le monde.
L'artiste urbain français Pascal Boyart, dit P.Boy, s'en inspire pour une fresque qu'il réalise rue de Montmorency à Paris en 2020.

## Expositions
L’œuvre a été présentée dans diverses expositions temporaires, parmi lesquelles :
- Figures du fou, du Moyen-âge aux Romantiques, musée du Louvre, Paris, du 16 octobre 2024 au 3 février 2025[2],
- Pologne, peindre l'âme d'une nation, 1840-1918, Louvre Lens, du 25 septembre 2019 au 19 janvier 2020[3],
- L'invention du passé, histoires de cœur et d'épée, 1802-50, Musée des Beaux-Arts, Lyon, du 19 avril au 21 juillet 2014[4].